# Temporada 1953-54 de los Boston Celtics
La temporada 1953-54 fue la octava de los Boston Celtics en la NBA. La temporada regular acabó con 42 victorias y 30 derrotas, clasificándose para los playoffs, en los que cayeron en finales de división ante los Syracuse Nationals.

## Elecciones en elDraft
| Ronda | Puesto | Jugador      | Posición  | Nacionalidad   | Universidad       |
| ----- | ------ | ------------ | --------- | -------------- | ----------------- |
| 1     | 5      | Frank Ramsey | Escolta   | Estados Unidos | Kentucky          |
| 2     | 13     | Chet Noe     | Ala-Pívot | Estados Unidos | Oregón*           |
| 3     | 19     | Cliff Hagan  | Escolta   | Estados Unidos | Kentucky          |
| 5     | -      | Joe Holup    | Alero     | Estados Unidos | George Washington |

## Temporada regular
| División Este         | División Este | División Este | División Este | División Este | División Este | División Este | División Este | División Este |
| Equipo                | G             | P             | %             | PD            | Casa          | Fuera         | Neutral       | Div           |
| --------------------- | ------------- | ------------- | ------------- | ------------- | ------------- | ------------- | ------------- | ------------- |
| x-New York Knicks     | 44            | 28            | .611          | –             | 18–8          | 15–13         | 11–7          | 24–16         |
| x-Syracuse Nationals  | 42            | 30            | .583          | 2             | 26–6          | 11–17         | 5–7           | 21–19         |
| x-Boston Celtics      | 42            | 30            | .583          | 2             | 17–6          | 10–19         | 15–5          | 25–15         |
| Philadelphia Warriors | 29            | 43            | .229          | 15            | 10–9          | 6–16          | 13–18         | 19–21         |
| Baltimore Bullets     | 16            | 56            | .222          | 28            | 12–18         | 0–22          | 4–16          | 11–29         |

## Playoffs

### Liguilla de semifinales de División
| Equipo             | Ganados | Perdidos |
| ------------------ | ------- | -------- |
| Syracuse Nationals | 4       | 0        |
| Boston Celtics     | 2       | 2        |
| New York Knicks    | 0       | 4        |

### Finales de División
Syracuse Nationals vs. Boston Celtics
| Fecha       | Partido                                   | Ciudad   |
| ----------- | ----------------------------------------- | -------- |
| 25 de marzo | Syracuse Nationals 109, Boston Celtics 94 | Syracuse |
| 27 de marzo | Boston Celtics 76, Syracuse Nationals 83  | Boston   |
|             | Syracuse gana las series 2-0              |          |

## Estadísticas
| Rk | Jugador       | Edad | P  | PT | MP   | TC  | TCI  | %TC  | 3P | 3PI | %3P | TL  | TLI | %TL  | RO | RD | RT  | AS  | RB | TAP | BP | FP  | PTS  |
| -- | ------------- | ---- | -- | -- | ---- | --- | ---- | ---- | -- | --- | --- | --- | --- | ---- | -- | -- | --- | --- | -- | --- | -- | --- | ---- |
| 1  | Bob Cousy     | 25   | 72 |    | 39.7 | 6.8 | 17.5 | .385 |    |     |     | 5.7 | 7.3 | .787 |    |    | 5.5 | 7.2 |    |     |    | 2.8 | 19.2 |
| 2  | Ed Macauley   | 25   | 71 |    | 39.3 | 6.5 | 13.4 | .486 |    |     |     | 5.9 | 7.8 | .758 |    |    | 8.0 | 3.8 |    |     |    | 2.4 | 18.9 |
| 3  | Bill Sharman  | 27   | 72 |    | 34.3 | 5.7 | 12.7 | .450 |    |     |     | 4.6 | 5.4 | .844 |    |    | 3.5 | 3.2 |    |     |    | 2.9 | 16.0 |
| 4  | Don Barksdale | 30   | 63 |    | 21.6 | 2.5 | 6.6  | .376 |    |     |     | 2.4 | 3.6 | .662 |    |    | 5.5 | 1.9 |    |     |    | 3.4 | 7.3  |
| 5  | Bob Harris    | 26   | 71 |    | 26.7 | 2.2 | 5.8  | .381 |    |     |     | 1.5 | 2.4 | .628 |    |    | 7.3 | 1.3 |    |     |    | 3.2 | 5.9  |
| 6  | Bob Donham    | 27   | 68 |    | 21.3 | 2.1 | 4.6  | .448 |    |     |     | 1.7 | 3.1 | .554 |    |    | 3.9 | 2.7 |    |     |    | 3.5 | 5.9  |
| 7  | Bob Brannum   | 28   | 71 |    | 24.4 | 2.0 | 6.4  | .309 |    |     |     | 1.8 | 2.9 | .626 |    |    | 7.2 | 2.0 |    |     |    | 3.9 | 5.8  |
| 8  | Chuck Cooper  | 27   | 70 |    | 15.7 | 1.1 | 3.7  | .299 |    |     |     | 1.1 | 1.7 | .672 |    |    | 4.3 | 1.1 |    |     |    | 2.1 | 3.3  |
| 9  | Ed Mikan      | 28   | 9  |    | 7.9  | 0.9 | 2.7  | .333 |    |     |     | 0.6 | 1.0 | .556 |    |    | 2.2 | 0.3 |    |     |    | 1.7 | 2.3  |
| 10 | Ernie Barrett | 24   | 59 |    | 10.9 | 1.0 | 3.2  | .314 |    |     |     | 0.2 | 0.4 | .560 |    |    | 1.7 | 0.9 |    |     |    | 2.0 | 2.3  |
| 11 | Jack Nichols  | 27   | 60 |    | 20.9 | 2.2 | 6.4  | .345 |    |     |     | 1.5 | 1.9 | .759 |    |    |     | 1.4 |    |     |    | 2.6 | 5.9  |

## Galardones y récords
| Jugador     | Galardón                    |
| Bob Cousy   | Mejor quinteto de la NBA    |
| Ed Macauley | 2º Mejor quinteto de la NBA |